# Ambohima sublima
Ambohima sublima is een spinnensoort uit de familie Phyxelididae. De soort komt voor in Madagaskar.